# Модель согласованности
Модель согласованности — подход, используемый в той или иной распределённой системе (распределённой общей памяти, СУБД, файловой системе), для обеспечения гарантий согласованности данных.
Основные модели согласованности:
- строгая согласованность (англ. strict consistency)
- последовательная согласованность (англ. sequential consistency)
- причинная согласованность (англ. causal consistency )
- PRAM-согласованность (англ. PRAM consistency)
- процессорная согласованность (англ. processor consistency)
- слабая согласованность (англ. weak consistency)
- согласованность в конечном счёте (англ. eventual consistency)
- согласованность по выходу (англ. release consistency)
- согласованность по входу (англ. entry consistency)

Особую роль для модели согласованности играет вопрос линеаризуемости программы, в которой вместо операций чтения и записи рассматриваются операции над объектами (например функции, процедуры), а состояние памяти в данной модели — это состояния объектов.
Линеаризуемые программы применяются для систем с объектной организацией общей памяти. В отличие от всех остальных систем, такие программы не могут напрямую использовать общие переменные (состояние объектов), а только через специальные функции-методы (операции). Для этих систем линеаризуемость совпадает со строгой согласованностью.